# Rüştü Reçber
Rüştü Reçber (Antalya, 10 de maio de 1973) é um ex-goleiro de futebol turco.  Jogou no Mundial de 2002 como titular da seleção Turca. No Mundial Foi considerado o segundo melhor guarda-redes, ficando atrás de Oliver Kahn.

## Carreira
Jogou pelo ao Barcelona (ESP) na temporada 2003/2004, e fez uma excelente pré temporada. Contudo, devido a uma lesão e à preferência do então treinador Rijkaard por Victor Valdes por falar melhor espanhol, foi pouco aproveitado no clube.
Em 2007 Rüştü trocou o Fenerbahçe, campeão turco, pelo rival Besiktas. A transferência foi muito comentada, pois ele era considerado um símbolo do Fenerbahçe. Rustu atuou por 12 temporadas e fez mais de 250 partidas.
Ficou conhecido por pintar o rosto antes das partidas pela copa do mundo de 2002.

## Títulos
Fenerbahçe
- Campeonato Turco: 1996, 2001, 2005, 2007
- Atatürk Cup Winners: 1998

Beşiktaş
- Campeonato Turco: 2009
- Copa da Turquia: 2009, 2011

### Internacional
Turquia
- UEFA Euro 2000: Quartas de-Final
- Copa do Mundo FIFA de 2002: Terceiro-Lugar
- Copa das Confederações FIFA de 2003: Terceiro-Lugar
- UEFA Euro 2008: SemiFinalista

### Individual
- FIFA World Cup All Star Team: 2002[2][3][4]
- UEFA Team of the Year: 2002[5][6]
- IFFHS World's Best Goalkeeper of the Year 2002: 3rd[carece de fontes?]
- IFFHS Best Goalkeeper of the 21st Century: 23rd[7]
- FIFA 100[8][9]